# 波吉比河
波吉比河（俄語：Река Погиби）是萨哈林州奥哈区的河流，源起普洛斯卡亚山，长47公里，流域面积116平方公里，注入鞑靼海峡的涅韦尔斯科伊海峡。该河流经波吉比村北郊。尤克托林溪流入波吉比河。

## 引用
1. ↑  . www.etomesto.com.   [2024-01-10] （俄语）.
2. ↑  М·Г·瓦西科夫斯基. . 列宁格勒: 气象出版社. 1973 （俄语）.
3. ↑  . Verumwiki （俄语）.